# ایر2در
ایر۲در (به انگلیسی: Air2there) یک شرکت هواپیمایی با کد یاتا F8 است که در تاریخ ۲۰۰۴ میلادی تأسیس شده‌است. دفتر مرکزی ایر۲در در نیوزیلند واقع شده‌است و قطب این شرکت هواپیمایی در فرودگاه کاپیتی کوست قرار دارد و به ۳ مقصد، پرواز انجام می‌دهد.